# Bradysia thailandina
Bradysia thailandina är en tvåvingeart som beskrevs av Mitsuhiro Sasakawa 1962. Bradysia thailandina ingår i släktet Bradysia och familjen sorgmyggor.
Artens utbredningsområde är Thailand. Inga underarter finns listade i Catalogue of Life.